# 나탈리아 아벨론

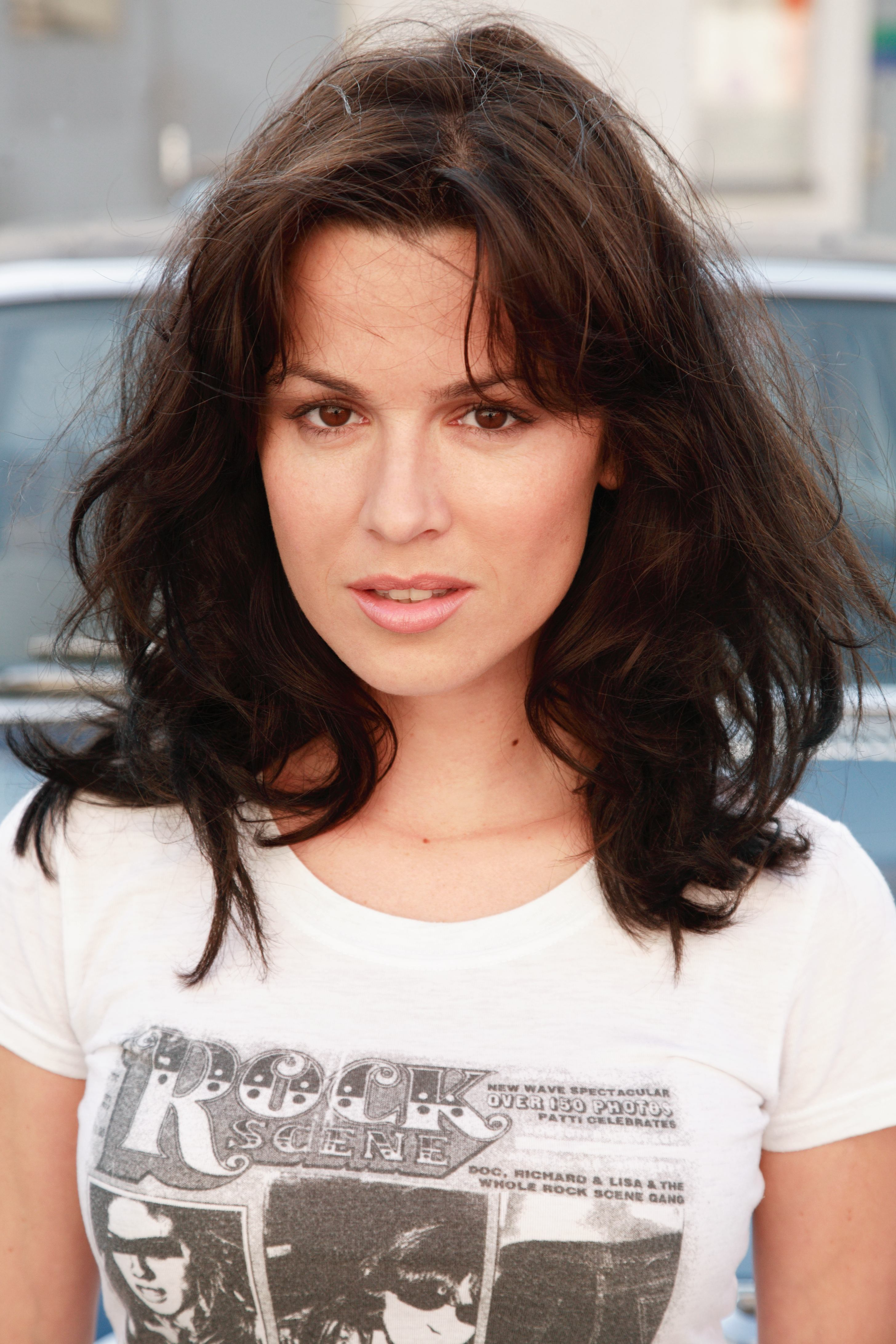

나탈리아 아벨론(Natalia Avelon, 1980년 3월 29일 ~ )은 폴란드의 배우, 가수, 모델, 영화배우이다.
브로츠와프에서 태어났다.

## 영화
- 보헤미안 걸 (2014년)
- 한나를 위한 소나타 (2011년) - 레이첼 브로드스키 역
- 슬리핑 뷰티 (2011년) - 디너 웨이트리스 역
- 파 크라이 (2008년) - 카티아 체노브 역
- 80분 (2008년)
- 섹스아이콘 우씨 오브마이어 (2007년)